# Aphaenogaster subterraneoides
Aphaenogaster subterraneoides é uma espécie de inseto do gênero Aphaenogaster, pertencente à família Formicidae.